# Catherine d'Autriche (1320-1349)
Catherine d'Autriche ou Catherine de Habsbourg (en allemand : Katharina von Habsburg), née le 9 février 1320 et morte le 28 septembre 1349, est une princesse de la maison de Habsbourg, fille aînée du duc Léopold Ier d'Autriche et de Catherine de Savoie. Elle épouse en premières noces le sire Enguerrand VI de Coucy.

## Famille et première années
Catherine est l’aînée des deux filles de Léopold Ier de Habsbourg (1290-1326), duc d'Autriche depuis 1308, et de son épouse Catherine de Savoie (morte en 1336) ; sa jeune sœur Agnès de Hasbourg, avait épousé Bolko II de Świdnica. Les grands-parents paternels des deux jeunes filles étaient Albert Ier, roi des Romains (fils de Rodolphe Ier de Habsbourg) et Élisabeth de Tyrol, une descendante de Henri II d'Angleterre, et leurs grands-parents maternels étaient Amédée V de Savoie et sa seconde épouse  Marie de Brabant.
Le père de Catherine meurt lorsqu'elle n'a que 6 ans ; Catherine et sa sœur cadette Agnès âgée de 4 ans sont placées sous la tutelle de leurs oncles paternels, Frédéric le Bel, co-roi de Germanie selon un accord conclu avec Louis IV de Wittelsbach, et le duc Albert II d'Autriche résidant à Vienne.

## Mariages
À l'âge de 18 ans, Catherine épouse son premier mari Enguerrand VI de Coucy, un puissant noble français du Vermandois. Le contrat de mariage est signé au château de Vincennes le 25 novembre 1338 ; la cérémonie s'est déroulée à Paris en présence du pape Benoît XII. Leur union donne naissance à un fils Enguerrand VII. Le couple est uni depuis huit années quand en 1346, Enguerrand VI est tué durant la phase initiale de la guerre de Cent Ans entre le royaume de France et l'Angleterre. Il tombe au cours d'un des engagements qui précèdent la bataille de Crécy le 26 août 1346. Leur fils Enguerrand succède à son père comme seigneur de Coucy, il épousera plus tard Isabelle d'Angleterre, la fille aînée du roi Édouard III.
Catherine se remarie environ deux ans après la mort de son premier conjoint en février 1348 avec Conrad de Hardegg, burgrave au service de l'archevêque de Magdebourg. Leur union, un mariage morganatique, ne dépassera pas une année car Conrad succombe à la peste noire le 25 septembre 1349, Catherine elle-même meurt trois jours après ; elle était inhumée à l'abbatiale de Königsfelden. Depuis 1809, les restes de Catherine reposent dans l'abbaye Saint-Paul du Lavanttal. 